# Trimarà

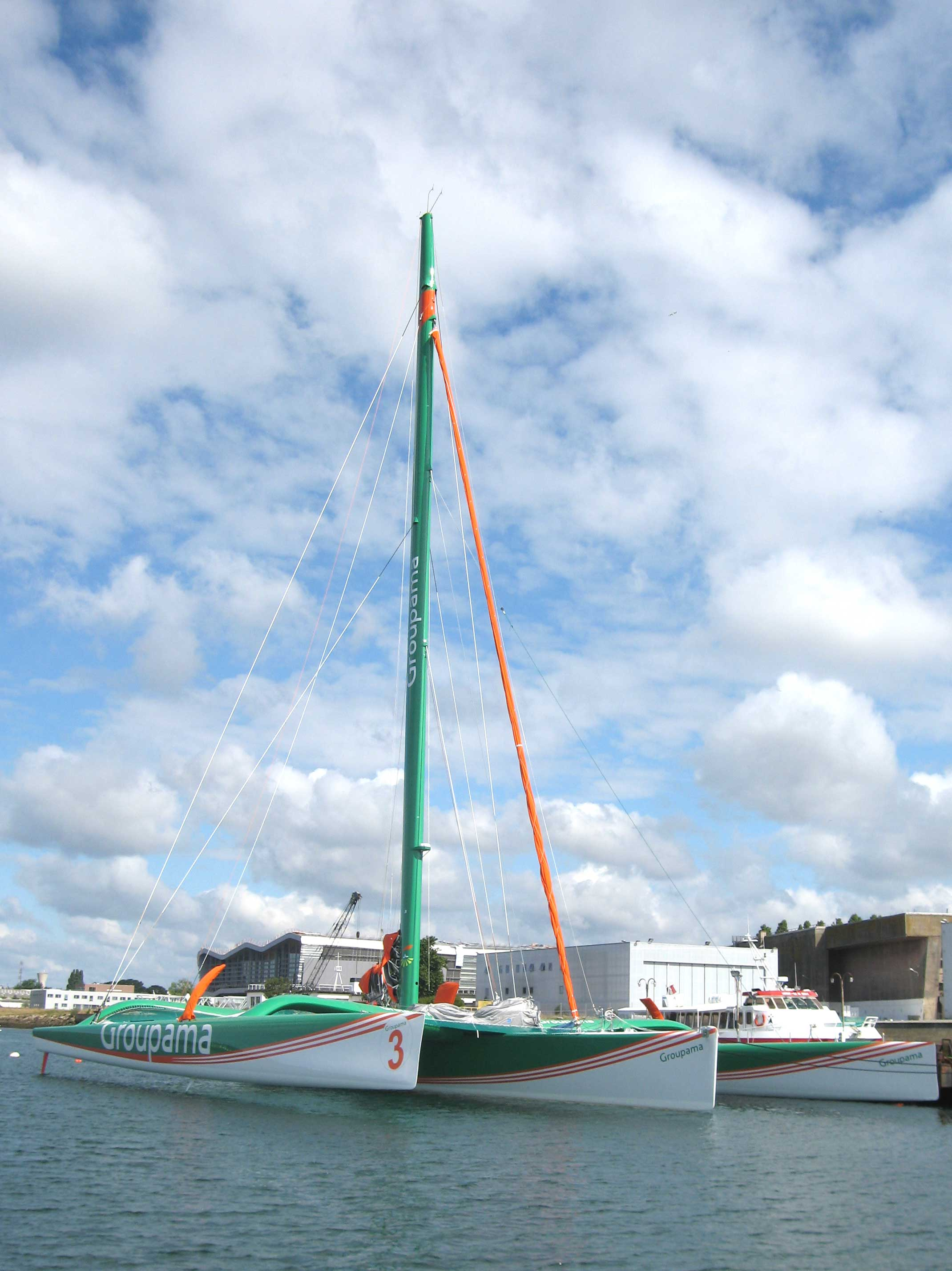
Un trimarà modern.

 Trimarà  és un vaixell multibuc que consta d'un nucli principal (Vaka) i dos flotadors més petits (mestresses) lligats al costat del nucli principal amb puntals laterals (akasa). Aquest tipus de vaixell és principalment utilitzat per l'esbarjo i les regates de vela.

## Història
Els primers trimarans van ser construïts pels indígenes  polinesis fa gairebé 4000 anys, i la major part de la terminologia relacionada amb aquest tipus d'embarcacions és heretada de les  llengües polinèsies. Els vaixells multibuc de vela (catamarans i trimarans) han cobrat major presència a partir de les dècades de 1960 i 1970. Els trimarans moderns amb fins recreatius estan arrelats a la tradició de construir-los a casa com altres multibucs, encara que en l'actualitat hi ha un nombre més o menys ampli de models comercials.
El disseny del trimarà també ha estat àmpliament utilitzat com a transport de passatgers. L'any 2005, el trimarà Benchijigua Express ' -de 127 metres d'eslora- va ser proporcionat per Austal a la companyia operadora Fred.Olsen, SA, que presta els seus serveis a Espanya, per prestar servei de passatgers en les Illes Canàries. Amb una capacitat de transportar 1.280 passatgers i 340 automòbils, o el pes equivalent, el "Benchijigua Express arriba a velocitats de 40 nusos. En el temps en què es va posar en servei, aquest pot ser el de major envergadura a tot el món.
El trimarà també ha servit d'inspiració per a moderns vaixells de guerra. El RV Triton va ser encarregat l'any 2000 a la companyia  britànica QinetiQ, especialitzada en qüestions de defensa. Cinc anys més tard, l'octubre de 2005, la Marina dels Estats Units va fer el mateix, però en aquest cas, el disseny i la construcció del trimarà va quedar a càrrec de Austal.

## Construcció

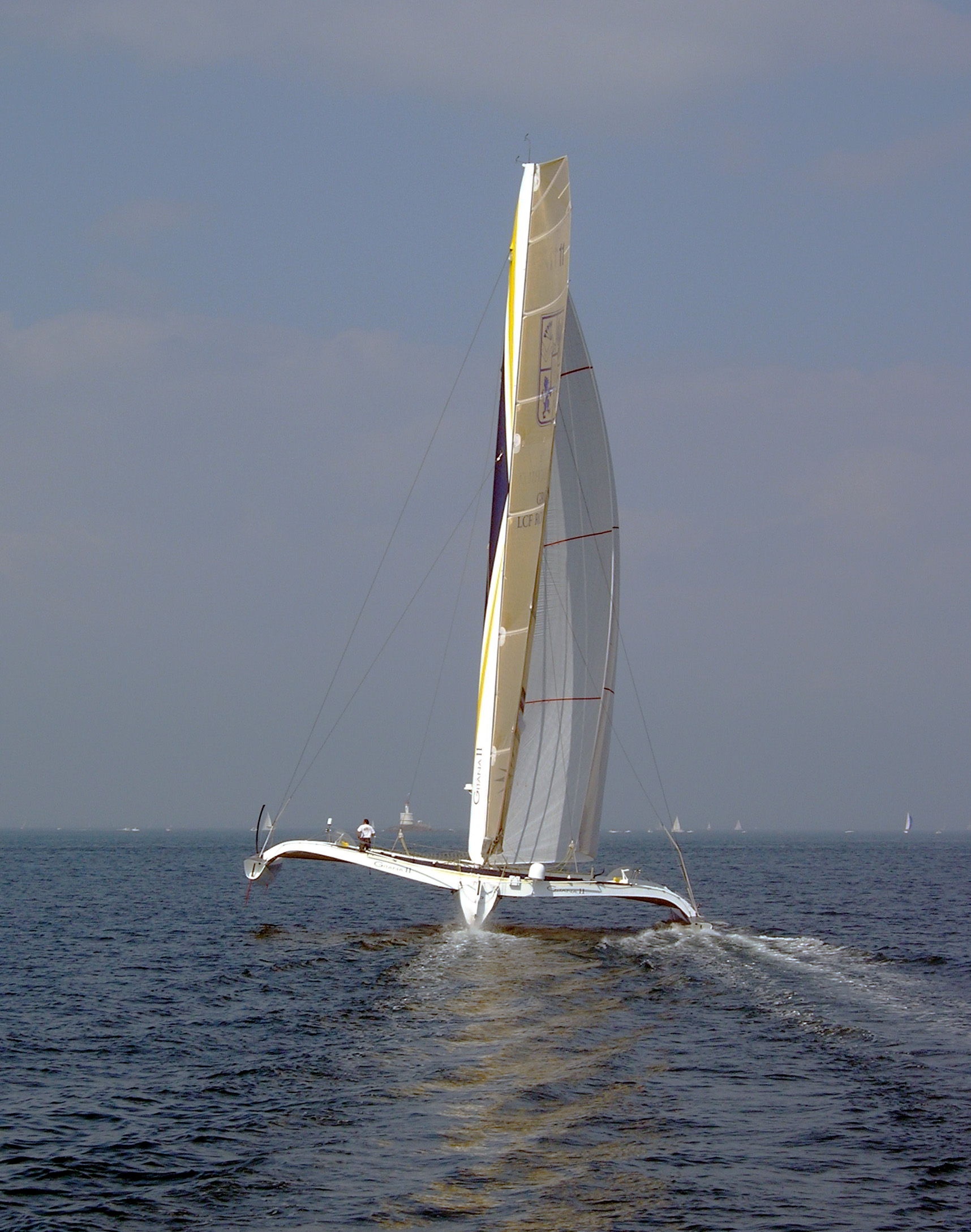
Vista d'un trimarà des de popa.

Els trimarans presenten diversos avantatges en comparació amb els monobucs (pots convencionals d'un sol buc). Donats un monobuc i un trimarà de la mateixa eslora, el segon té menor resistència al corrent, millor estabilitat i una àrea de contacte menor en el buc de la nau. A més, donades les seves dimensions, el trimarà no necessita la pesada orsa d'un monobuc. Com a resultat d'això, els trimarans són un tipus de naus ideals per navegar en aigües turbulentes, i mantenen millor estabilitat front a fortes corrents de vent. No obstant això, la seva longitud els fa una mica difícils de maniobrar, i els bucs estrets proveeixen un menor espai que un monobuc de la mateixa mida.
Com que el moment (la força que resisteix la força de torsió oposada del vent a les veles) és produït pels flotadors laterals i no per una orsa profunda i pesada, els trimarans són més lleugers i, per tant, més ràpids, que un vaixell monobuc de la mateixa longitud. La majoria dels trimarans són incapaços de girar sobtadament, a causa precisament els flotadors laterals, però en canvi poden assolir grans velocitats.

## Seguretat
En general els trimarans es consideren  més segurs  que els monoquilla, ja que a la manca d'una estructura pesada cal afegir la combinació de les dues quilles laterals, fent que aquest tipus de vaixell sigui molt difícil d'enfonsar. Tot i així un trimarà pot bolcar i un cop bolcat és molt difícil d'adreçar. Per la seva estabilitat i seguretat, els trimarans s'han popularitzat entre els navegants amb mobilitat reduïda.

## Rècord mundial
En l'actualitat el rècord pertany al francès Francis Joyon, que va trigar 57 dies, 13 hores, 34 minuts i 6 segons. Trencant així la marca imposada per Ellen McArthur al circumval la terra en solitari en el seu trimarà B & Q/Castorama, el febrer de 2005 després de més 71 dies a l'oceà.